# Шпорренберг, Якоб
Якоб Шпорренберг (нем. Jakob Sporrenberg, 16 сентября 1902, Дюссельдорф — 6 декабря 1952, Варшава) — один из высших офицеров СС, группенфюрер СС (1 января 1940) и генерал-лейтенант полиции (7 июля 1943).

## Биография
Якоб Шпорренберг родился 16 сентября 1902 года в Дюссельдорфе в семье садовника. 8 лет посещал народную школу, а затем 3 года профессиональную школу в Дюссельдорфе, где обучался на механика. С 1919 до 1921 состоял в частях Добровольческого корпуса Восточной пограничной стражи (нем. Grenzschutz Ost). В 1920 году — участник Капповского путча. В 1921 году вступает в Немецкий народный союз обороны и наступления.
В 1922 году примкнул к нацистскому движению и вступил в НСДАП. Во время Рурского конфликта он был задержан в 1923 году и осуждён в марте 1924 года французским военным судом к 2 годам заключения и штрафу в 1000 золотых марок за противодействие оккупационной администрации в Руре. 25 августа 1925 года вступает в СА и до сентября 1930 числится в 39-м штандарте СА. 15 декабря 1925 года повторно вступает в НСДАП (билет № 25 585). С 1 августа 1929 возглавил Гитлерюгенд в Дюссельдорфе.

## Карьера в СС
1 октября 1930 Шпорренберг вступает в СС (билет № 3 809). С 15 декабря 1930 по 21 ноября 1931 возглавляет 54-й штурм СС. С 21 ноября 1931 года по 4 июля 1932 года командир 1-го штурмбанна 20-го штандарта СС в Дюссельдорфе. С 4 июля 1932 по 20 июля 1933 года — командир 20-го штандарта СС. В 1933 выдвигался депутатом Рейхстага. С 20 июля 1933 по 20 сентября 1936 командир 20-го Абшнита СС (со штаб-квартирой в Киле), одновременно с ноября 1933 по сентябрь 1936 был командиром гарнизона СС в Киле. Осенью 1935 года прошёл военные сборы и получил звание лейтенанта резерва 26-го пехотного полка.
В 1937 году был переведён в систему РСХА и назначен инспектором СД и полиции безопасности в Кёнигсберге. В апреле 1938 избран депутатом Рейхстага. С 26 сентября 1939 по 18 июня 1940 — командир оберабшнита СС «Рейн» (штаб-квартира в Висбадене), одновременно с 1 октября 1939 по 24 июля 1940 — высший руководитель СС и полиции области «Рейн». С 18 июня 1940 по 30 апреля 1941 — командир соответствующего оберабшнита «Северо-Восток» (со штаб-квартирой в Кёнигсберге), а с 21 июня 1940 по 1 мая 1941 высший руководитель СС и полиции в области «Северо-Восток». В 1940 в составе частей СС участвовал в боях на Западном фронте. В мае — июне 1941 года прошёл стажировку в ОРПО и РСХА. С 21 июля по 14 августа 1941 года — руководитель СС и полиции в Генеральном округе Белорутения (со штаб-квартирой в Минске). Одновременно с августа 1941 года командирован в штаб СС, занимавшийся борьбой с партизанами на Востоке. Один из ближайших сотрудников Эриха фон дем Бах-Зелевского. Руководил борьбой с партизанами и проведением карательных операций в Минском округе. В частности занимался созданием на базе местных охотничьих союзов СС специальных отрядов по истреблению парашютных десантов.
До марта 1943 года состоял офицером для особо важных поручений при имперском комиссаре Украины Эрихе Кохе. Один из организаторов нацистского террора на Юге России. 16 августа 1943 назначен руководителем СС и полиции в Люблинском районе. В ноябре провёл операцию «Праздник урожая» (нем. Ernetefest), в ходе которой в концлагеря Майданек, Травники и Понятова было направлено 22—23 тыс. евреев. 22 июля 1944 года со своим штабом покинул Люблин и был направлен на руководство строительством укреплений по линии Висла — Нида в Радомском районе. 5 ноября 1944 года телефонным звонком из Кракова получил распоряжение прибыть в Норвегию, 8 ноября прибыл в Кёнигсберг для встречи с Высшим руководителем СС и полиции Норвегии Вильгельмом Редиесом, который находился на излечении в больнице. 13 ноября с Редиесом и Хайнцем Рохом, назначенным руководителем СС и полиции в Северной Норвегии, вылетел в Осло. После приёма у Тербовена отправился в восьмидневный инспекционный тур по Северной Норвегии. С 21 ноября 1944 по май 1945 года руководитель СС и полиции в Южной Норвегии.

## Арест, суд и казнь
11 мая 1945 арестован западными союзниками в Норвегии и переведен в специальный лагерь (англ. Special Camp XI) для военнопленных Южном Уэльсе.
3 октября 1946 переведен в Лондонскую окружную тюрьму, затем передан польским властям. В 1950 предстал перед польским судом в Варшаве и за планирование и участие в операции «Праздник урожая» приговорен к смертной казни через повешение. 6 декабря 1952 года приговор был приведён в исполнение.

## В культуре
Шпорренберг послужил прототипом для обергруппенфюрера СС Якоба Спорренберга из приключенческого романа Джеймса Роллинса «Черный орден». В романе он носит звание обергруппенфюрера СС, хотя его настоящее звание — группенфюрер СС.

## Награды
- Шеврон старого бойца
- Спортивный знак СА в золоте
- Имперский спортивный знак в серебре
- Золотой значок Гитлерюгенд с дубовыми листьями
- Железный крест 1-го класса (30.11.1944)
- Железный крест 2-го класса (20.06.1941)
- Крест военных заслуг 1-й степени с мечами (1943)
- Крест военных заслуг 2-й степени с мечами (1943)
- Медаль «В память 13 марта 1938 года» Аншлюс-Медаль.
- Медаль «В память 1 октября 1938 года»
- Золотой партийный знак НСДАП (30.01.1942)
- Медаль За выслугу лет в НСДАП в бронзе и серебре
- Медаль За выслугу лет в НСДАП в золоте (30.01.1942)
- Кольцо «Мёртвая голова»
- Почётная шпага рейхсфюрера СС